# Myadestes coloratus
Solitário-variado ou tordo-castanho-mascarado (Myadestes coloratus) é uma espécie de ave da família Turdidae.
Pode ser encontrada nos seguintes países: Colômbia e Panamá.
Os seus habitats naturais são: regiões subtropicais ou tropicais húmidas de alta altitude.